# Donegal North-East
Donegal North East is een voormalig kiesdistrict  in Ierland voor de verkiezingen voor Dáil Éireann, het lagerhuis van het Ierse parlement. Het was het meest noordelijke kiesdistrict en omvatte de noordelijke helft van het graafschap Donegal. In het district werden drie zetels verkozen. Het is sinds de verkiezingen van 2016 gefuseerd met Donegal South-West tot het kiesdistrict Donegal.
Het district is altijd een bolwerk geweest van Fianna Fáil. In 2002 werden de zetels ingenomen door twee leden van Fianna Fáil en een lid die zichzelf aanduidde als onafhankelijk Fianna Fáil. Dit lid, Niall Blaney, bezette de zetel die bijna 50 jaar in handen was van zijn oom Neil Blaney. Deze werd in 1971 uit Fianna Fáil gezet als gevolg van de Arms Crisis.
Bij de verkiezingen in 2007 stond Niall Blaney op de officiële lijst van Fianna Fáil, hij werd herkozen. Voor het eerst in lange tijd wist Fine Gael een zetel te halen, ten koste van Fianna Fáil.
Bij de laatste verkiezingen in dit district, in 2011, wist Sinn Féin hier een zetel te halen ten koste van Fianna Fáil.